# Demodex sinocricetuli

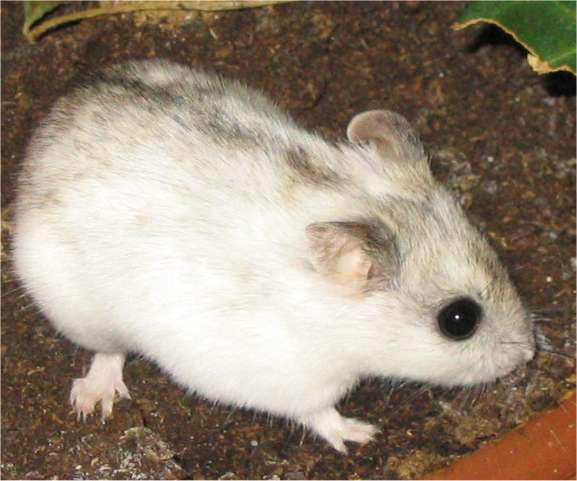
Chomiczak pręgowany, jedyny żywiciel D. sinocricetuli

Demodex sinocricetuli – gatunek roztocza z rodziny nużeńcowatych. Jego jedynym żywicielem jest chomiczak pręgowany.

## Taksonomia
Gatunek ten opisany został po raz pierwszy w 1997 roku przez Clifforda E. Descha i Richarda J. Hurleya na łamach „Journal of Medical Entomology”. Opisu dokonano na podstawie okazów pozyskanych z hodowli podgatunku Cricetulus barabensis griseus chomiczaka pręgowanego. Epitet gatunkowy oznacza po łacinie „chińskochomiczakowy”, nawiązując do podgatunku żywiciela.

## Morfologia i rozwój

### Osobniki dorosłe
Samce osiągają od 104 do 132 μm długości i od 18 do 24 μm szerokości, a samice od 129 do 182 μm długości i od 22 do 26 μm szerokości ciała.
Mniej więcej tak szeroka jak długa, prostokątna w zarysie gnatosoma ma parę walcowatych u podstawy i zwężonych u wierzchołka kolców nadbiodrowych. Nogogłaszczki mają ostatni człon z dwoma kolcami dwuwierzchołkowymi i jednym, drobnym kolcem jednowierzchołkowym. Słabo widoczne szczecinki subgnatosomalne leżą po bokach nabrzmiałości gardzieli.
Podosoma ma na wierzchu dwie pary podługowato-owalnych guzków grzbietowych, a u samca także zesklerotyzowany edeagus długości od 15 do 16 μm i umieszczony na wysokości drugiej pary odnóży szczeliniasty otwór płciowy. Na spodzie podosomy leżą cztery pary płytek epimeralnych stykających się pośrodkowo. Występują cztery pary odnóży zwieńczone dwoma pazurkami, każdy z odgiętą ku tyłowi ostrogą w połowie trzonka. Odnóża dwóch pierwszych par mają na przedostatnim członie ruchomym solenidion. Szczeliniasta wulwa samicy ma około 3 μm długości i leży za ostatnią parą płytek epimeralnych, będąc od przodu wygraniczoną półksiężycowatą zmarszczką oskórka.
Opistosoma jest rurkowata, obficie poprzecznie rowkowana, na tylnym końcu zaokrąglona, u samca z parą bocznych guzków tuż za czwartą parą odnóży, u samicy bez takich guzków. U obu płci występuje narząd opistosomalny; w przypadku samca ma on inwaginację skierowaną ku przodowi, w przypadku samicy zaś ku tyłowi.

### Stadia rozwojowe
Jaja są podługowato-owalne, długości od 59 do 75 μm i szerokości od 15 do 19 μm, o gładkim chorionie, pozbawione wieczka.
Larwy mają ciało wrzecionowate, długości od 65 do 82 μm i szerokości od 12 do 18 μm. Gnatosoma ich ma stożkowate kolce nadbiodrowe oraz zbudowane z dwóch członów ruchomych nogogłaszczki zwieńczone dwoma niskimi, stożkowatymi kolcami. Brak jest szczecinek subgnatosomalnych. Na spodzie podosomy brak tarczek brzusznych. Występują trzy pary nieczłonowanych odnóży zakończonych jednym pazurkiem każde. Opistosoma zwęża się ku tępemu końcowi.
Protonimfy mają ciało wrzecionowate, długości od 82 do 104 μm i szerokości od 13 do 28 μm. Na spodzie podosomy brak tarczek brzusznych. Występują trzy pary nieczłonowanych odnóży zakończonych dwoma pazurkami każde.
Nimfy mają ciało wrzecionowate, długości od 101 do 151 μm i szerokości od 22 do 34 μm. Na spodzie podosomy brak tarczek brzusznych. Występują już cztery pary nieczłonowanych odnóży, każde zwieńczone parą trójwierzchołkowych pazurków.

## Ekologia i występowanie
Roztocz ten jest monoksenicznym pasożytem chomiczaka pręgowanego podgatunku chińskiego. Bytuje w mieszkach włosowych żywiciela. Nie stwierdzono wywoływania przez jego żerowanie zmian patologicznych. Istnieje pojedyncze doniesienie literaturowe o leczeniu objawiającej się zmianami skórnymi nużycy u dwóch chomiczaków pręgowanych, bez oznaczania gatunku nużeńca.
Gatunek przypuszczalnie kosmopolityczny, stwierdzany u zwierząt laboratoryjnych z Wielkiej Brytanii i Stanów Zjednoczonych.